# Conde de Anadia

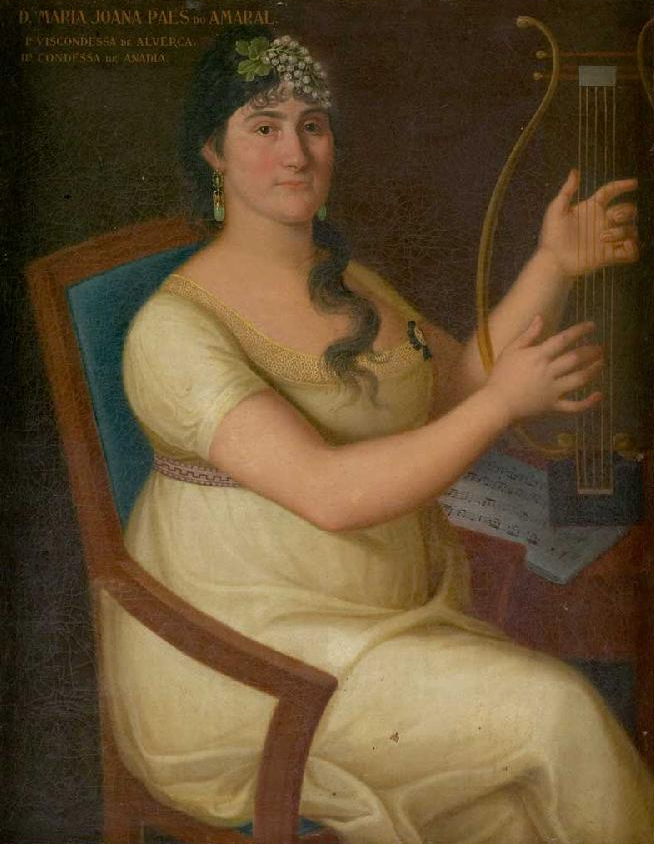
Maria Joana de Sá e Meneses, 2.ª Condessa de Anadia

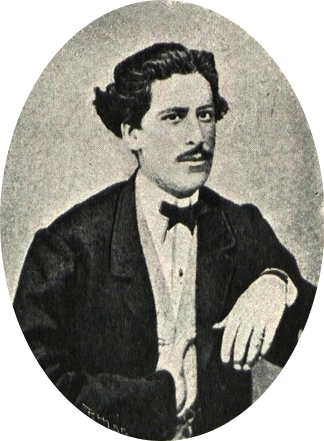
José Maria de Sá Pereira de Meneses Pais do Amaral, 4.º Conde de Anadia

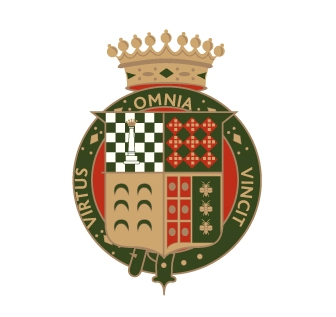
Brasão Conde de Anadia

Conde de Anadia é um título nobiliárquico criado por D. João, Príncipe Regente de D. Maria I de Portugal, por Decreto de 17 de Dezembro de 1808, em favor de João Rodrigues de Sá e Melo, antes 1.º Visconde de Anadia. Fidalgo da Casa Real , Senhor da vila de Anadia, comendador de São Paulo das Maçãs, Ministro de Portugal em Nápoles e Berlim, secretário de Estado da Marinha e da Guerra. O 1º Conde de Anadia foi na qualidade de Secretário da Marinha o responsável pela organização da viagem da Familia Real para o Brasil. Tendo também como Secretário de Estado da Marinha no Brasil fundado a Marinha de Guerra neste Reino e futuro Império.  
Titulares
1. João Rodrigues de Sá e Mello de Menezes e Sottomayor, 1.º Visconde e 1.º Conde de Anadia;
2. José António de Sá Pereira e Menezes de Mello e Sottomayor, 2.ª Conde de Anadia, 2º Visconde de Alverca;
3. Maria Luísa de Sá Pereira de Menezes de Mello Sottomayor, 3.ª Condessa de Anadia, 3.ª Viscondessa de Alverca, casada com Manuel Paes do Amaral de Almeida e Vasconcellos Quifel Barberino , Senhor da Casa de Mangualde , das Vilas de Abrunhosa e Vila Mendo , dos Morgados de São Bernardo , Quifel , Almeida , Momperres , Santa Maria da Alcáçova etc. etc.
4. José Maria de Sá Pereira de Meneses Pais do Amaral de Almeida e Vasconcelos Quifel Barberino, 4.º Conde de Anadia, 4º Visconde de Alverca;
5. Manuel de Sá Pais do Amaral Pereira e Menezes de Almeida e Barberino, 5.º Conde de Anadia.

Após a Implantação da República Portuguesa, e com o fim do sistema nobiliárquico, usaram o título: 
1. José Maria de Sá Pais do Amaral Pereira de Meneses, 6.º Conde de Anadia;
2. Manuel José Maria de Sá Pais do Amaral, 7.º Conde de Anadia.
3. Miguel Maria de Sá Pais do Amaral, 8º Conde de Anadia